# 歐陽乃沾
歐陽乃沾，MH（1931年6月30日—2022年4月27日）是香港著名畫家。早年習西畫，常以油畫、水彩畫及版畫發表及展出；近年則集中於水彩畫及水墨創作。他是香港本土培養的第一代有卓越成就的畫家之一。他堅持寫生，足跡遍及港九新界至大江南北，其作品喜以漁港、街景及鄉村小景為題，以敏銳的觀察力擅於把香港歷史建築及街頭巷尾入畫，形成獨特的本土藝術風格。其兒子為香港文化人歐陽應霽。

## 生平
歐陽乃沾在1931年出生於廣東新會，七歲時定居香港，1949年至1951年就讀培僑中學，1951年至1954年入讀香港美術專科學校。他的作品於五十年代入選「廣州華南美展」及「北京全國青年美術作品展」並獲獎。而自參加「庚子畫會」後常以中國名山大川為題材的水墨作品展出。
歐陽乃沾多年來任職出版社美術編輯，曾任上海書局和已故藝評家黃蒙田主編之《美術家》雜誌美術編輯。也曾任教香港美術專科學校、嶺海藝術專科學校及正形設計學院。2008年獲香港政府授與榮譽勳章，讚揚他在香港藝術的成就。
2022年4月27日，歐陽乃沾在家中安詳離世。

## 個人生活
歐陽乃沾生前已婚，與妻子林氏育有2子1女，其中一名兒子為香港文化人歐陽應霽。

## 畫展
| 年份 | 畫展 |
| ---- | --- |
| 1980 | 《香港水彩畫會作品展》於廣州及北京。 《黃山畫展》於香港美國圖書館。                                                                           |
| 1981 | 香港畫家《黃山行》作品聯展於香港大會堂。 |
| 1982 | 《香港藝術精英展》於香港大會堂。 |
| 1983 | 《庚子銀禧展》於香港大會堂。 |
| 1984 | 《全國第六屆美術作品展》於廣州及北京。 |
| 1985 | 《匯流畫社創會展》於香港大會堂。 《86'新意象》香港當代藝術家作品聯展，於香港三聯書店。                                                        |
| 1986 | 《香港畫展86'》於香港大學馮平山博物館。 《紐約華裔畫家及香港藝術家描繪展》於香港中華文化促進中心。                                            |
| 1987 | 香港水墨畫《香港藝術博物館藏品》展於香港大會堂及英國倫敦巴比肯藝術中心。 《紙墨意象》香港水墨畫家五人作品展，於香港三聯書店。                 |
| 1988 | 《香港十三畫家水墨畫展》於日本大阪、名古屋。                                                                                                  |
| 1989 | 《第四屆亞洲國際美術展》於韓國漢城。 《匯流畫社會展》於香港大會堂。 《當代香港藝術雙年展1989》於香港大會堂。 《全國第七屆美術作品》展於北京。 |
| 1990 | 《庚子會會三十周年書畫展》於香港大會堂。 |
| 1991 | 香港藝術館開幕，《香港畫家藏品展》於尖沙咀香港藝術館。                                                                                        |
| 1992 | 《雁山行》水墨畫展，於香港天地圖書公司。 《香港畫家香港五人作品展》於香港大會堂。                                                             |
| 2000 | 《香港畫家畫香港 - 舊貌新顏》於香港大會堂展出。                                                                                               |
| 2001 | 《家在香港 - 歐陽乃沾畫展》展於香港文化中心，由香港油尖文化協會舉辦。                                                                         |
| 2003 | 《歐陽乃沾街頭速寫畫展》於香港三聯書店。 |
| 2009 | 《香港‧水‧墨‧色 - 2009中國繪畫展》於香港中央圖書館。 《歷史與藝術之間》於香港商務印書館尖沙咀圖書中心。                                       |
| 2010 | 《大澳風景慈善畫展 - 水山連天》於香港中環廣場。 《香港當代水墨畫家大展》於香港藝展坊展出。                                                    |
| 2011 | 《大城小景 - 歐陽乃沾速寫及水彩畫展》於香港城市大學藝廊。                                                                                     |

## 出版
- 《歐陽乃沾畫集》[5]
- 《歐陽乃沾香港作品選集》[5]
- 《素描香港》，一輯四本
- 《一筆一畫一生：歐陽乃沾畫香港作品選集》[6]